# مؤسسه مهندسین مشاور ایمن‌سازان
مؤسسه مهندسین مشاور ایمن‌سازان، یکی از شرکت‌های زیرمجموعهٔ قرارگاه سازندگی خاتم‌الانبیا است، که با هدف فعالیت در زمینهٔ مطالعه و طراحی فضاهای زیرزمینی و سازه‌های وابسته، شکل گرفته‌است و در زمینه‌های تخصصیِ مدیریت در انجام مطالعات پایه و میدانیِ مهندسی، خدمات مشاورهٔ مهندسی و خدمات مدیریت طرح فعالیت می‌کند.

## پروژه‌ها
مهم‌ترین پروژه‌های مؤسسهٔ مهندسین مشاور ایمن‌سازان عبارت‌اند از:
۱. خدمات مطالعه و طراحی پروژهٔ خط ۲ قطار شهری مشهد
۲. خدمات مدیریت طرح فاز یک خط دو قطار شهری تبریز
۳. مطالعات فاز یک خطوط ۳ و ۴ قطار شهری تبریز
۴. خدمات مشاورهٔ مدیریت مهندسی خط ۷ متروی تهران
۵. خدمات مشاورهٔ مهندسی پروژهٔ تونل انتقال آب قمرود
۶. خدمات مهندسی و مطالعات و طراحی پروژهٔ انتقال آب زاینده‌رود به کاشان (گلاب)
۷. خدمات مشاورهٔ مدیریت ناحیه یک فازهای ۱۵ و ۱۶ پارس جنوبی
۸. خدمات مشاورهٔ مهندسی پروژهٔ لرزه‌نگاری سه‌بعدی در منطقهٔ میدان نفتی آزادگان شمالی